# Dušan Tadić
Dušan Tadić (en serbi: Душан Тадић; Bačka Topola, 20 de novembre de 1988) és un jugador de futbol professional serbi, que actualment juga a l'Ajax neerlandès i a la selecció del seu país. Acostuma a jugar com a centrecampista esquerre.